# Lachenalia doleritica
Lachenalia doleritica är en sparrisväxtart som beskrevs av G.D.Duncan. Lachenalia doleritica ingår i släktet Lachenalia och familjen sparrisväxter. Inga underarter finns listade i Catalogue of Life.